# San Mauro di Saline
San Mauro di Saline (niem. Sankt Moritz) – miejscowość i gmina we Włoszech, w regionie Wenecja Euganejska, w prowincji Werona.
Według danych na rok 2004 gminę zamieszkiwało 568 osób, 51,6 os./km².